# Christopher Benstead
Christopher „Chris“ Benstead (* Dezember 1981) ist ein britischer Tontechniker. Bei der Oscarverleihung 2014 erhielt er in der Kategorie Bester Ton den Oscar für den Spielfilm Gravity.

## Leben
Er wuchs in East Yorkshire in Nordengland auf. Er besuchte das South Holderness Technology College und studierte Musik und Tonmeister an der University of Surrey in Guildford, wo er 2004 seinen Abschluss machte.
Anschließend war er an Filmen wie Liebe lieber indisch, Sahara – Abenteuer in der Wüste und 10.000 B.C. beteiligt. 2010 gründete er die Filmproduktionsfirma Splice Music Ltd. 2014 erhielt er gemeinsam mit Skip Lievsay, Niv Adiri und Chris Munro für Gravity den Oscar in der Kategorie „Bester Ton“. Für den Spielfilm erhielt er 2014 auch einen British Academy Film Award.
Für die Filme The Gentlemen (2019) und Cash Truck (2021) komponierte Benstead die Filmmusik.
Er lebt mit seiner Frau Bryony und seinen zwei Kindern in Surrey.

## Filmografie
- 2004: Liebe lieber indisch (Bride & Prejudice)
- 2005: Königreich der Himmel (Kingdom of Heaven)
- 2005: Sahara – Abenteuer in der Wüste (Sahara)
- 2005: Stolz und Vorurteil (Pride & Prejudice)
- 2006: Ein gutes Jahr (A Good Year)
- 2006: Eragon – Das Vermächtnis der Drachenreiter (Eragon)
- 2006: As You Like It
- 2006: O Jerusalem
- 2007: 1 Mord für 2 (Sleuth)
- 2007: Die letzte Legion (The Last Legion)
- 2007: Shrooms – Im Rausch des Todes (Shrooms)
- 2007: The Contractor – Doppeltes Spiel (The Contractor)
- 2007: Grow Your Own
- 2007: The Baker
- 2008: 10.000 B.C. (10,000 BC)
- 2008: Die Insel der Abenteuer (Nim’s Island)
- 2008: Wächter der Wüste (The Meerkats)
- 2008: Igor
- 2009: An Education
- 2009: Blood: The Last Vampire
- 2009: Nine
- 2010: Black Swan
- 2010: Kampf der Titanen (Clash of the Titans)
- 2011: Planet der Affen: Prevolution (Rise of the Planet of the Apes)
- 2011: Thor
- 2011: W.E.
- 2012: Merida – Legende der Highlands (Brave)
- 2012: Sir Billi
- 2013: Captain Phillips
- 2013: Dritte Person (Third Person)
- 2013: Gravity
- 2014: Jack Ryan: Shadow Recruit
- 2014: Cuban Fury – Echte Männer tanzen (Cuban Fury)
- 2015: Cinderella
- 2015: Everest
- 2019: The Gentlemen
- 2021: Cash Truck (Wrath of Man)
- 2023: Operation Fortune (Operation Fortune: Ruse de Guerre)
- 2023: Der Pakt (Guy Ritchie’s The Covenant)
- 2024: The Ministry of Ungentlemanly Warfare
- 2025: Fountain of Youth